# Gottfried Trachsel
Gottfried Trachsel (5 de outubro de 1907 - 1974) foi um adestrador suíço. 

## Carreira
Gottfried Trachsel representou seu país nos Jogos Olímpicos de 1952 e 1956, na qual conquistou a medalha de prata e bronze no adestramento por equipes. 